# Schaumburg-Lippe
Hrabstwo Schaumburgu-Lippe, od 1807 Księstwo Schaumburgu-Lippe – istniejące w latach 1643–1918 na terenie obecnej Dolnej Saksonii niewielkie państwo niemieckie, ze stolicą w Bückeburgu. Do 1806 hrabstwo Świętego Cesarstwa Rzymskiego. Następnie państwo Związku Reńskiego, Związku Niemieckiego i Cesarstwa Niemieckiego. Leżało pomiędzy Wezerą a Leine, nie sięgało jednak do brzegów tych rzek. Jego skrajne punkty określały współrzędne geograficzne 52°12' – 52°30' N oraz 8°58' – 9°26' E. Cały obszar liczył 340 km². Liczba ludności rosła od 17 tys. w 1766 roku do 53 277 w 1939. Administracyjnie dzieliło się na 2 miasta (Bückeburg i Stadthagen) oraz dwa powiaty ziemskie o nazwach identycznych jak nazwy miast. Pod względem religijnym dominował luteranizm, jego wyznawcy mieli na terenie księstwa 19 parafii. Według danych z 1905 mieszkało tu 45 533 ewangelików, 715 katolików, 165 chrześcijan innych wyznań, 230 żydów i 4 wyznawców innych religii, co do 4 osób brak danych o wyznaniu.

## Historia
Schaumburg-Lippe utworzono po wojnie trzydziestoletniej w 1647 w wyniku podziału hrabstwa Schaumburg. Jego terytorium obejmowało Ämter Bückeburg, Arensburg, Stadthagen, Hagenburg oraz część Sachsenhagen. Jego granice zatwierdzono przy zawarciu pokoju münsterskiego. Siedzibą władców Schaumburg-Lippe był zamek w Bückeburgu. W 1743 Schaumburg-Lippe wsparło Marię Teresę i Habsburgów w wojnie o sukcesję austriacką. Jego siły brały udział w oblężeniu Minden (1757) a następnie bitwie pod Minden (1759). Pomiędzy tymi zdarzeniami, zamek w Bückeburgu był okupowany przez Francuzów.
18 kwietnia 1807 po przystąpieniu do Związku Reńskiego zmieniono status państwa z hrabstwa na księstwo. W 1867 księstwo Schaumburg-Lippe stało się członkiem Związku Północnoniemieckiego, a od 1871 Cesarstwa Niemieckiego.

## Wolne Państwo Schaumburg-Lippe
Po I wojnie światowej konstytucja Republiki Weimarskiej zlikwidowała władzę książąt. Nową, tymczasową konstytucję Schaumburg-Lippe uchwalono w 1919 roku, a jej wersję ostateczną, ustanawiającą republikę, ogłoszono w 1922. Do 1933 głową Wolnego Państwa Schaumburg-Lippe był prezydent. Po tej dacie nastały rządy nazistów. Unię Schaumburg-Lippe, Hanoweru, Brunszwiku i Oldenburga zlikwidowały ostatecznie z dniem 1 listopada 1946 brytyjskie władze okupacyjne, ustanawiając nowy kraj związkowy: Dolną Saksonię. Byłe księstwo stało się jednym z powiatów tego kraju, do czasu reformy administracyjnej z 1977, gdy utworzono większy powiat Schaumburg. Steinhude oraz region w pobliżu Frille, historycznie należące do Schaumburg-Lippe, znalazły się poza granicami nowego powiatu.
W styczniu 1975 mieszkańcy Schaumburg-Lippe (87 tys. osób) wraz z mieszkańcami Oldenburga opowiedzieli się za przekształceniem ich okręgów w landy RFN, czego jednak Bundestag nie zaakceptował, skłaniając się raczej ku redukcji liczby krajów z 10 do 5-6.

## Władcy Schaumburg-Lippe

### Hrabiowie Schaumburg-Lippe (1643–1807)
- Filip I (1643–81)
- Fryderyk Chrystian (1681–1728)
- Albrecht Wolfgang (1728–48)
- Wilhelm (1748–77)
- Filip II (1777–87)
- Jerzy I Wilhelm (1787–1807)

### Książęta Schaumburg-Lippe (1807–1918)
- Jerzy I Wilhelm (1807–60)
- Adolf I (1860–93)
- Jerzy II (1893–1911)
- Adolf II (1911–18)

### Książęta Schaumburg-Lippe po likwidacji monarchii
- Adolf II (1918–36)
- Wolrad (1936–62)
- Philipp-Ernst (1962–2003)
- Alexander (2003–nadal)

### Prezydenci
- 1918–1918: Friedrich Freiherr von Feilitzsch
- 1918–1919: Heinrich Lorenz (SPD)
- 1919–1922: Otto Bömers (bezpartyjny)
- 1922–1925: Konrad Wippermann (bezpartyjny)
- 1925–1933: Heinrich Lorenz (SPD)
- 1933: Hans Joachim Riecke (NSDAP) (Reichskommissar)
- 1933–1945: Heinrich Bövers (dawniej DDP)